# Realistas de Madrid
Als Realistas de Madrid (dt. „Realisten von Madrid“) wird eine Gruppe von in der zweiten Hälfte des 20. Jahrhunderts in Madrid tätigen spanischen bildenden Künstlern bezeichnet, die in Malerei, Bildhauerei und Fotografie einen figurativen Realismus vertraten. Die Gruppe, die häufig als Kollektiv in Erscheinung trat, prägte die spanische Kunst ihrer Zeit entscheidend mit.

## Vertreter
Zu den Realistas de Madrid im engeren Sinne – als maßgeblich könnte etwa die Definition des Museo Thyssen-Bornemisza, das im Jahr 2016 eine monumentale Retrospektive ausrichtete, betrachtet werden – zählt ein innerer Kreis von in der Zwischenkriegszeit geborenen, untereinander verwandten und verschwägerten Künstlern. Diesem gehören an:
- Amalia Avia (1930–2011)
- Antonio López Garcia (1936)
- Francisco López Hernández (1932–2017)
- Julio López Hernández (1930–2018)
- María Moreno (1933–2020)
- Esperanza Parada (1928–2011)
- Isabel Quintanilla (1938–2017)

Weiter gefasst, schließt der Begriff fallweise auch Künstler aus dem Umfeld dieser Gruppe mit ein. Auch eine Reihe von jüngeren, zum Teil noch lebenden Künstlern standen dem Kreis nahe:
- Lucio Muñoz (1929–1998)
- Carmen Laffón (1934–2021)
- Cristóbal Toral (* 1940)
- José Hernández (1944–2013)
- Daniel Quintero (* 1949)
- Francisco Menéndez Morán (* 1956)
- Carlos Díez Bustos (* 1959)
- Félix de la Concha (* 1962)

## Gruppenausstellungen (Auswahl)
- 2016: Realistas de Madrid – Madrid, Museo Thyssen-Bornemisza,
- 2015: Galerie Brockstedt, Berlin
- 2008: 50 años después – Galería Leandro Navarro, Madrid
- 2007: Im Licht der Wirklichkeit · Zeitgenössischer Realismus in Spanien – Panorama Museum, Bad Frankenhausen
- 2005: Pinceladas de Realidad – Museo de Bellas Artes de A Coruña, A Coruña
- 2002: Mimesis et inventio – Zeitgenössische Stillleben in Europa–Panorama Museum, Bad Frankenhausen
- 1986: 7 Spanish Realists – Michel Soskine Inc., New York
- 1980: Kunstverein Braunschweig, Braunschweig
- 1978: Als guter Realist muss ich alles erfinden · Internationaler Realismus heute – Kunstverein in Hamburg, Hamburg
- 1977: documenta 6, Kassel